# أنثوسيان
أنثوسيان أو أنثوسيانين أو صبغ انتوسيانين (بالإنجليزية: Anthocyane أو Anthocyanin) هي مواد عضوية لونية قابلة للذوبان في الماء، لونها أحمر أو وردي أو أرجواني أو أسود أو أزرق غامق.وتوجد في العديد من الفواكه والخضروات وفي الأزهار فتعطيها لونًا بنفسجيًا أو أحمر غامق أو أزرق. ضرورية في غذاء الإنسان ونجدها في الفجوات في خلايا الأجزاء الملونة عند النباتات.

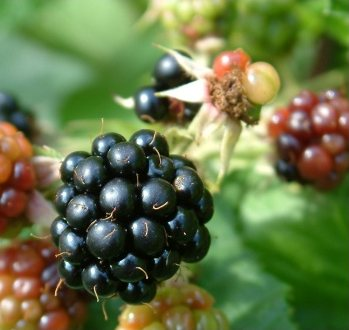
توت أسود

أطلق "لودفيج ماركارت" الكيميائي الألماني اسم "أنثوكيان" على مركب كيميائي يعطي الأزهار اللون الأزرق، كان ذلك في عام 1835. وفي عام 1848 تمكن الكيميائي "إف. إس. موروت " فصل مادة "كيانين أو "سيانين" من الأزهار. ونجح "ريتشارد فيلستاتر" التعرف على مادة أنثوسيان في زهرة القمح في عام 1913 . بعد ذلك عرفت مجموعة كاملة من تلك المواد التي تعطي الفاكهة والخضروات لونها الغامق، مثل الباذنجان والطماطم الزرقاء والتوت والقراصيا والبرقوق. كما لاحظ العلماء أن تبلور أملاح الأوكسونيوم (أملاح فلافونيوم) يكون أسهل من بلورة المادة اللونية المتعادلة شينويد chinoide .
تنتمي الأنثوسينات إلى مجموعة فلافونويد وتعتبر من المواد النباتية الثانوية.
ويرجع سهولة ذوبانها في الماء إلى وجود أجزاء سكرية فيها. ولكن لونها يرجع إلى جزئها الذل لا يحتوي على السكر (أجليكون) Aglykon . معظم وأهم أنواع الأنثوسيانات يمكن تحضيرها من السيانيدين والدلفينيدين Delphinidin .
في اللغة الإنجليزية تسمى الأنثوثيانات أحيانا «أنثوسيانين» أو «أنثوكيانين»